# あきづき (護衛艦)

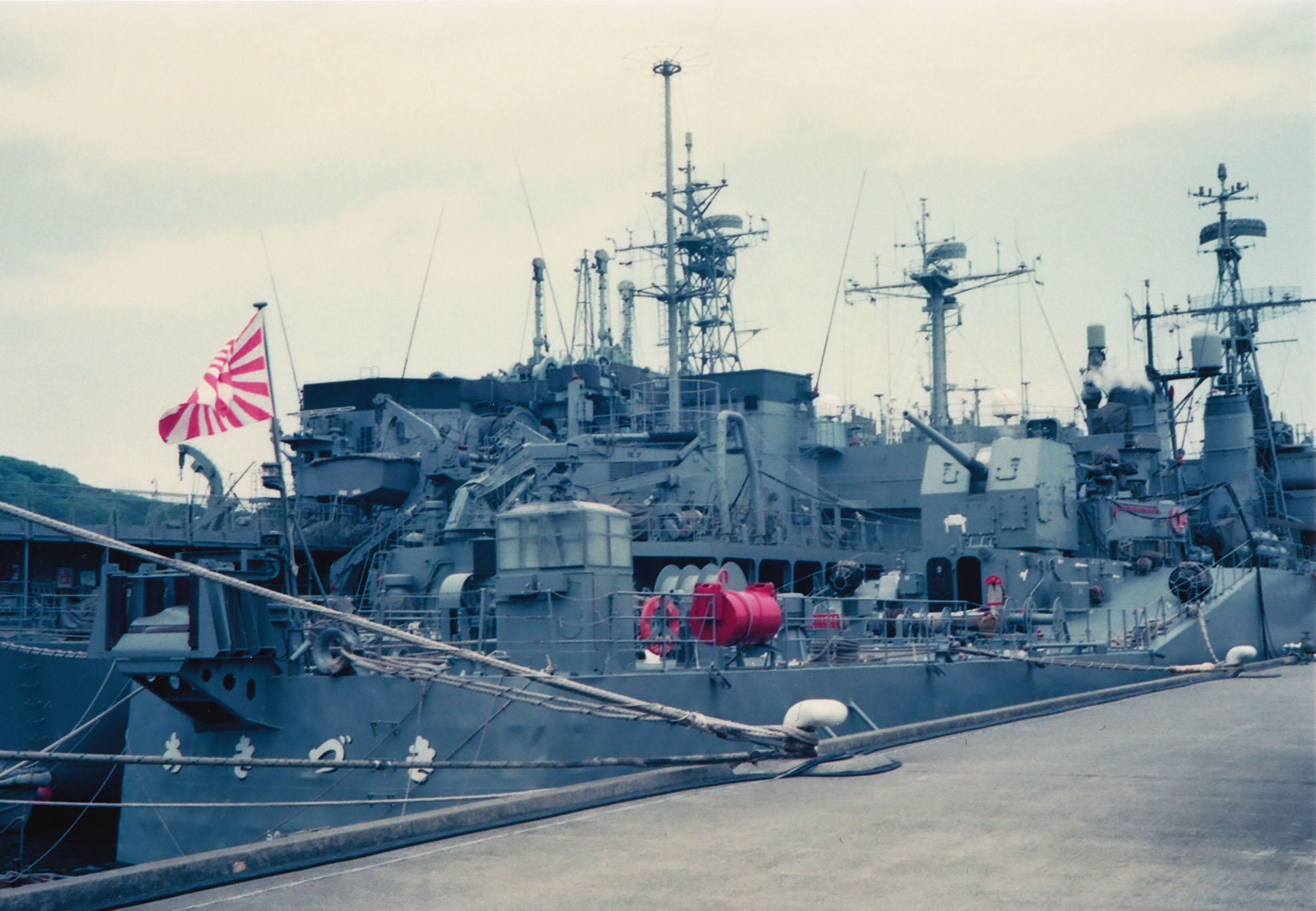
時期不明(1989年以降)、横須賀にて

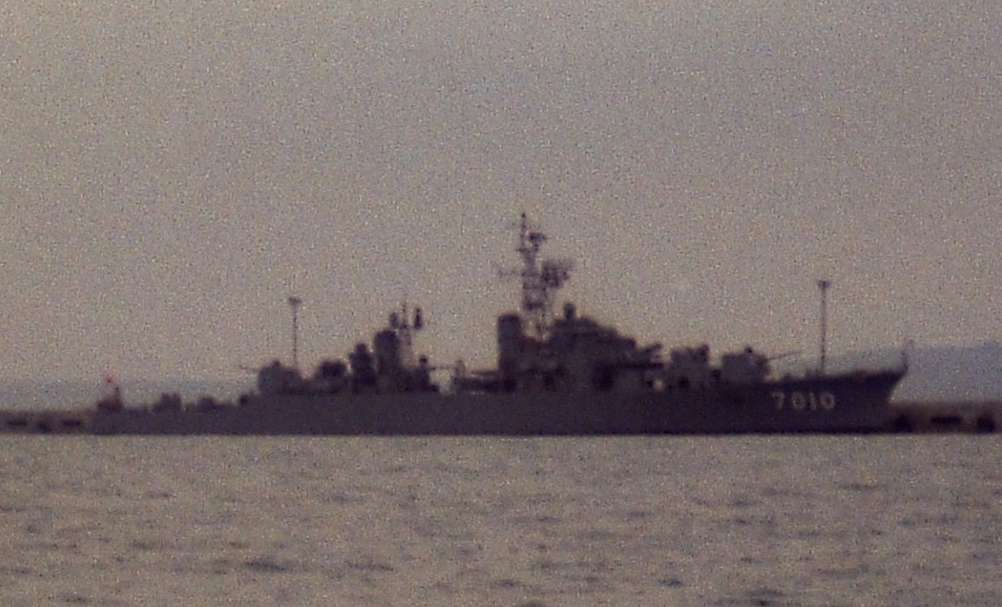
特務艦時代のあきづき(1992年勝連港にて)

あきづき（ローマ字：JDS Akizuki, DD-161、ASU-7010）は、海上自衛隊の護衛艦。あきづき型護衛艦 (初代)の1番艦。艦名は「秋の月」に由来し、この名を受け継ぐ日本の艦艇としては、秋月型駆逐艦「秋月」に続き2代目に当たる。

## 艦歴
「あきづき」は、日本国とアメリカ合衆国との間の相互防衛援助協定に基づく米国域外調達（OSP、供与先国調達）によるアメリカ合衆国側の1957年度予算計画艦として三菱重工業長崎造船所で1958年7月31日に起工され、1959年6月26日に進水、1960年2月13日にアメリカ海軍籍艦「DD-960」として就役の後、海上自衛隊に供与され横須賀地方隊に編入された。
進水式の際には在日アメリカ海軍司令官であるウィジングトン少将の夫人が、綱を斧で切り、翌年に行われた引渡し式では、まず、アメリカ海軍に完工引渡し手続きが行なわれ、その後、アメリカ海軍水兵によって星条旗の掲揚と降下が行われた後に、海上自衛官が乗艦して自衛艦旗が掲揚され、護衛艦として就役した。
1960年7月1日、自衛艦隊に直轄艦として編入。
1961年7月26日、護衛艦「ゆきかぜ」に代わり第3代自衛艦隊旗艦となる。
1963年3月31日、自衛艦隊司令部が陸上に移転し、旗艦が廃止となったため、4月1日付で護衛艦隊に直轄艦として編入。同年12月3日、護衛艦「てるづき」に代わり第2代護衛艦隊旗艦となる。
1968年3月、艦尾の爆雷投下軌条、爆雷投射機が撤去され、VDS（可変深度ソナー）が装備された。
1978年4月、Mk.108「ウェポン・アルファ」対潜迫撃砲、Mk.2短魚雷落射機を撤去し、71式ボフォース・ロケット発射機及び3連装短魚雷発射管を装備する特別改装工事を受ける。
1985年3月27日、護衛艦隊旗艦の任を護衛艦「むらくも」に譲り、特務艦に種別変更され、艦籍番号がASU-7010に変更。横須賀地方隊に直轄艦として編入。
1987年3月24日、近く除籍予定だった特務艦「むらさめ」と交代するため、開発指導隊群に直轄艦として編入。
1989年、5インチ砲3番砲塔を撤去し、後甲板に曳航式ソナー(TASS)を搭載、以後、実用試験に従事した。
1993年12月7日に除籍。総航程は675,906.69浬（地球を約22周）に達し、その間に練習艦隊の旗艦として5回に亘り遠洋練習航海に参加した。